# Eve (série de televisão estadunidense)
Eve (no Brasil, Alfinetadas) é uma sitcom estadunidense criada por Meg DeLoatch e exibida na United Paramount Network (UPN) de 15 de setembro de 2003 a 11 de maio de 2006, por três temporadas.